# Distrikt Cerro Azul
Der Distrikt Cerro Azul liegt in der Provinz Cañete in der Region Lima im zentralen Westen Perus. Der Distrikt wurde am 16. August 1921 gegründet. Er hat eine Fläche von 105,17 km². Beim Zensus 2017 lebten 8328 Einwohner im Distrikt. Im Jahr 1993 betrug die Einwohnerzahl 5124, im Jahr 2007 6893. Verwaltungssitz ist die Küstenstadt Cerro Azul mit einer langen Seebrücke.

## Geographische Lage
Der Distrikt Cerro Azul befindet sich an der Pazifikküste im Süden der Provinz Cañete. Er besitzt eine knapp 17 km lange Küstenlinie. Im Tiefland im Süden des Distrikts wird bewässerte Landwirtschaft betrieben, im Norden erhebt sich ein karges wüstenhaftes Bergland.
Der Distrikt Cerro Azul grenzt im Norden an den Asia, im Osten an die Distrikte Quilmaná und Imperial sowie im Süden an den Distrikt San Luis.

## Verkehr
Seit 1870 verband die Cerro Azul-Bahn den Hafen von Cerro Azul mit der im Hinterland gelegenen Stadt San Vicente de Cañete. Sie blieb bis in die 1940er Jahre in Betrieb.

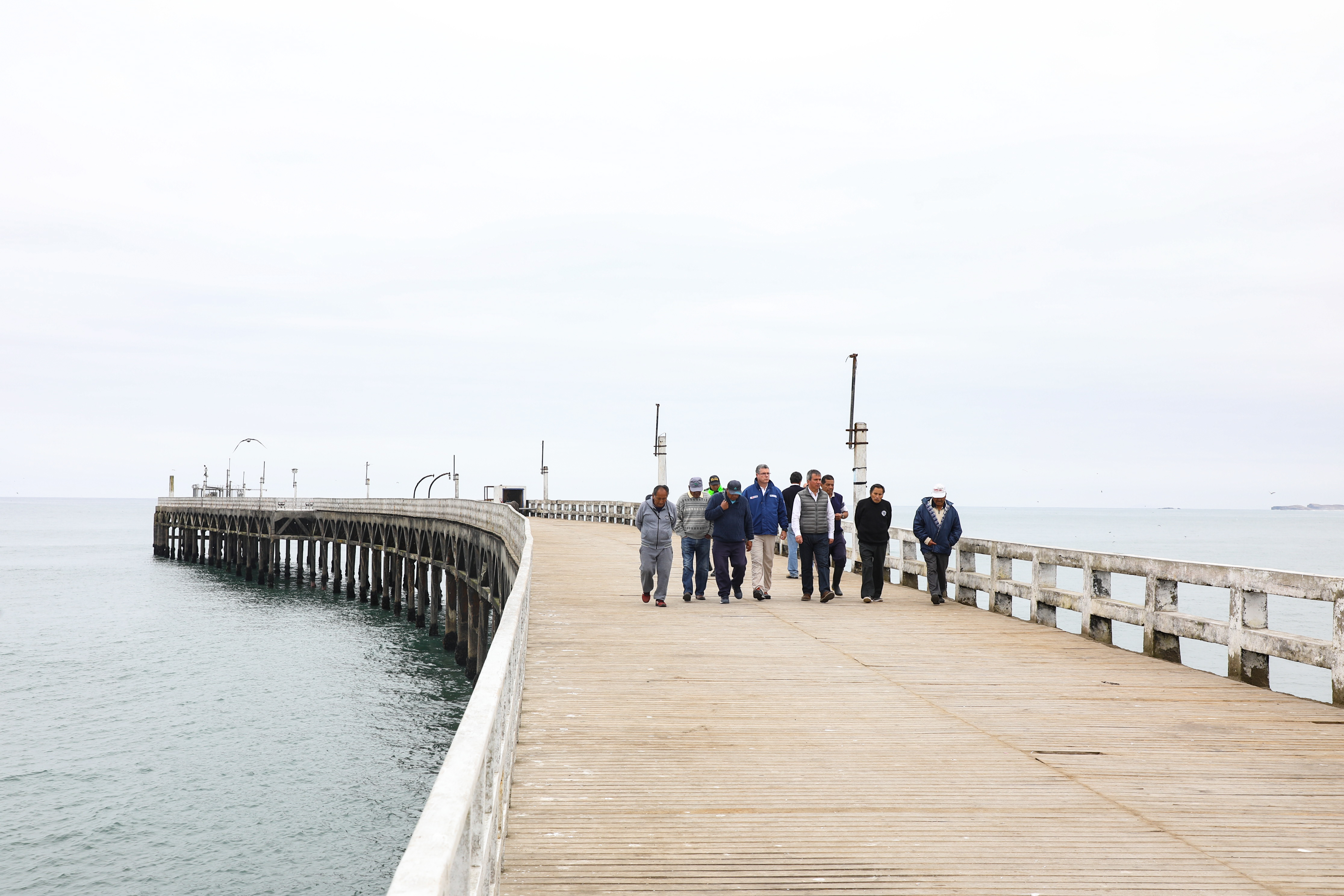
Seebrücke von Cerro Azul, 2018

Unter der Verhandlungsführung der Deutsche Segelschiff-Kontor GmbH wurde 1920 die Viermastbark Herbert nach der Rückführung nach Europa an die Entente ausgeliefert und an die junge Hamburger Reederei Schröder, Hölken & Fischer (1918–1931) verkauft. Ab 1922, umbenannt in Lemkenhafen, segelte sie wieder weiter, u. a. zuletzt mit Kohle nach Chile und Peru. 1924 entstand beim Leichtern der Kohle vor dem peruanischen Hafen vor Cerro Azull ein Unglück, als das Schiff am 4. Juni 1924 mit offenen Luken und Schlagseite, von einer Flutwelle erfasst wurde und kenterte. Das Wrack versank vor dem Hafen auf Reede.

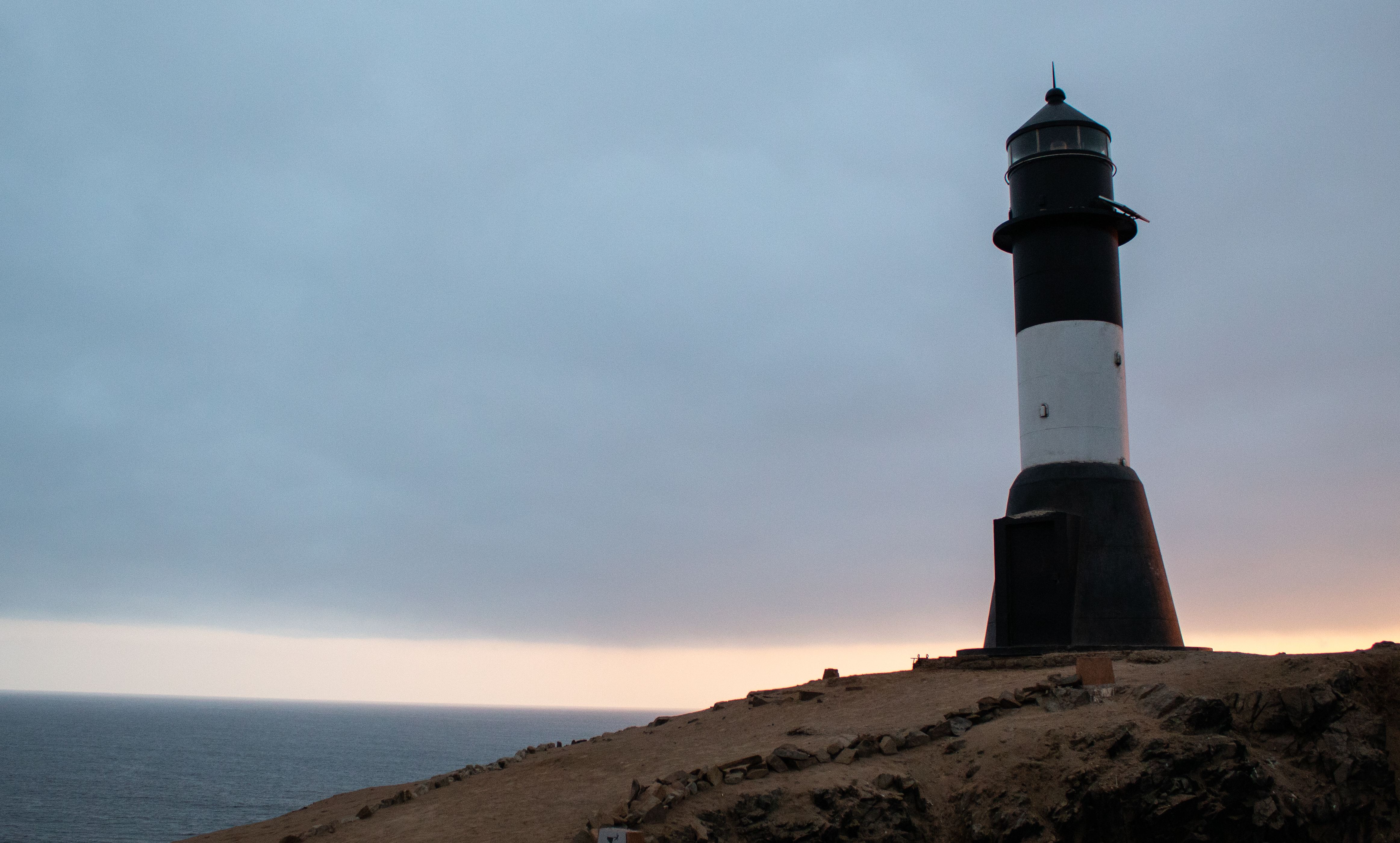
Leuchtturm von Cerro Azul, 2018

Für die Sicherheit der Schiffe bei der Navigation sorgt heute der Leuchtturm Cerro Azul, der 2023 eine philatelistische Würdigung auf einem Briefmarkenblock zusammen mit dem Leuchtturm Cerro Carretas erhielt.